# Rio Formoso (vattendrag i Brasilien, Paraná)
Rio Formoso är ett vattendrag i Brasilien.   Det ligger i delstaten Paraná, i den södra delen av landet, 1 000 km söder om huvudstaden Brasília.
Omgivningarna runt Rio Formoso är huvudsakligen savann. Runt Rio Formoso är det ganska glesbefolkat, med 38 invånare per kvadratkilometer.